# Uiești
Uiești – wieś w Rumunii, w okręgu Giurgiu, w gminie Bucșani. W 2011 roku liczyła 405 mieszkańców.